# It’s Magic (Lied)
It’s Magic ist ein Song von Jule Styne (Musik) und Sammy Cahn (Text), der 1948 veröffentlicht wurde.

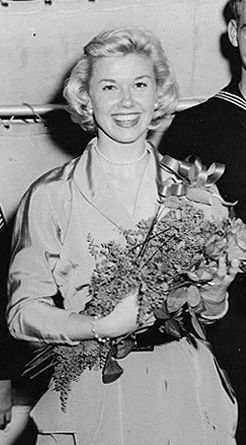
Doris Day an Bord der Juneau, um 1953

Styne und Cahn schrieben den Song It’s Magic für die Filmkomödie Zaubernächte in Rio (1948, Originaltitel: Romance on the High Seas, Regie: Michael Curtiz), mit Jack Carson und Janis Paige in den Hauptrollen. Vorgestellt wird der Song in dem Film von Doris Day, die in Romance on the High Seas ihre erste Filmrolle hatte. It’s Magic erhielt 1949 eine Oscar-Nominierung in der Kategorie Bester Song.
Das Songwriter-Duo Styne/Kahn hatte den Song für die damals noch relativ unbekannte Doris Day geschrieben und machten Michael Curtiz auf die junge Sängerin aufmerksam, der ihr dann ihre erste größere Filmrolle gab. Da der Song in einem lateinamerikanischen Nachtclub spielen sollte, gab Styne der Melodie ein leichtes Latin-Feeling und Cahn schrieb dazu den passenden Text.
Doris Days Schallplattenaufnahme des Songs erschien auf Columbia Records 38188, gekoppelt mit Put Them in a Box Tie Em With a Rubbon. Die Aufnahme stand 21 Wochen in den Billboard Charts und erreichte #2. Auch die Coverversionen von Tony Martin (RCA Victor 20-2862; #11), Dick Haymes (Decca 23826; #9), Gordon MacRae (Capitol 15072; #9) und Sarah Vaughan (Musicraft Records 557; #29) waren in den amerikanischen Hitparaden erfolgreich.
Aufgenommen wurde der Song ab Ende 1947 u. a. auch von Mel Tormé, Tex Beneke, Charlie Mariano, Dinah Washington, Curtis Fuller/Tommy Flanagan, Keely Smith, Ralph Flanagan, Bobby Hackett, Etta Jones, Sammy Davis junior, Abbey Lincoln und Della Reese, was ihn zu einem Jazzstandard machte. In späteren Jahren wurde der Song u. a. auch von Carmen McRae, Hal Galper, Janet Seidel, Sue Raney, Gloria Lynne, Diane Schuur, Ahmad Jamal (gleichnamiges Album, 2007) und Eddie Higgins interpretiert. Der Diskograf Tom Lord listet 73 Versionen des Songs.